# سیدنی الکات
جان سیدنی اُلکات (انگلیسی: Sidney Olcott؛ ۲۰ سپتامبر ۱۸۷۲ – ۱۶ دسامبر ۱۹۴۹) یک هنرپیشه، کارگردان، فیلم‌نامه‌نویس، و تهیه‌کننده اهل کانادا بود. او یکی از پیشگامان و بزرگان کارگردانی در صنعت سینما است.
از فیلم‌ها یا برنامه‌های تلویزیونی که وی در آن نقش داشته است می‌توان به از آخور تا صلیب و بن هور اشاره کرد.